# Alexis Morante
Alexis Morante (n. Algeciras, 12 de octubre de 1978) es un director y productor español.

## Biografía
Alexis Morante se graduó en la Universidad de Cádiz con el extraordinario reconocimiento como el mejor de su promoción. También estudió cine en Suecia y Cuba (Escuela San Antonio de los Baños) antes de lograr la Beca Talentia, eso le brindó la oportunidad de completar un programa de MFA de dos años en cine entre Nueva York y Los Ángeles.
Actualmente reside en Los Ángeles, California.

## Carrera
Como director, Alexis Morante ha sido premiado en muchos festivales de cortometrajes españoles y americanos, destacando sus nominaciones en los Premios Grammy Latinos y los Premios Goya, por su cortometraje Bla Bla Bla.
También ha dirigido varios videoclips para artistas nacionales como Bunbury, Macaco, Fito o Niños Mutantes.
Actualmente, es codirector de 700G Films.
Este año ha dirigido varios proyectos; junto con Eagle Rock Entertainment, el documental Bunbury: El Camino Más Largo. Se encuentra inmerso en la preproducción de una película Island of Last Resort, y está finalizando con la edición del Documental Camarón, Orgullo Gitano.

## Filmografía

### Largometrajes[5]
- El camino más largo (2016)
- Camarón: Flamenco y Revolución (Documental) (posproducción) (2018)
- Sanz: lo que fui es lo que soy (codirector) (2018)[6]
- Héroes. Silencio y rock & roll (2021)
- El universo de Óliver (2022)
- ¿Es el enemigo? La película de Gila (2024) [7]

### Cortometrajes
- Voltereta (2010)
- Matador on the road (2011)
- Licenciado Cantinas (2012)
- Bla Bla Bla (2015)

### Documentales
- Bisbal (2023)
- Héroes: Silencio y Rock & Roll (2021)
- SANZ: Lo que fui es lo que soy (2018)
- Camarón: Flamenco y revolución (2018)
- El camino más largo (2016)

### Videoclips[8]
- Bunbury: Vamonos (2010)
- Bunbury: Los Habitantes (2010)
- Bunbury: De Todo el Mundo (2010)
- Niños Mutantes: Errante (2011)
- Macaco y Fito Cabrales: Puerto Presente (2011)
- Los Delinqüentes: Bandolero (2011)
- Niños Mutantes: Náufragos (2011)
- Niños Mutantes: Hundir la Flota (2012)
- Bunbury: Ódiame (2012)
- Bunbury: Llévame (2012)
- Bunbury: Ánimas que No Amanezca (2012)
- Bunbury: Más Alto que Nosotros Solo el Cielo (2013)
- Bunbury: Despierta (2013)
- 8MM: The Weight of You (2013)
- Bunbury: Salvavidas (2014)
- Bunbury: Los Inmortales (2014)
- La Santa Cecilia: Calaverita (2015)
- Bunbury: Hada Chalada - Soundtrack Nuestros amantes (2016)
- Bunbury: Expectativas (2017)
- Bunbury: Cuna de Caín (2017)
- Anuncio Royal Bliss - CocaCola.

## Premios y nominaciones
| año  | Premios                    | Categoría                     | Película                            | Resultado |
| ---- | -------------------------- | ----------------------------- | ----------------------------------- | --------- |
| 2010 | Festival de Cine de Málaga | FNAC New Talent Director      |                                     | Ganador   |
| 2010 | Berlin Interfilm Festival  | Mejor Cortometraje            | Voltereta                           | Nominado  |
| 2011 | ASECAN                     | Mejor Cortometraje            | Voltereta                           | Nominado  |
| 2012 | Premios Grammy Latinos     | Mejor Video Musical Largo     | Licenciado Cantinas                 | Nominado  |
| 2015 | Jameson Notodo Filmfest    | Premio de distribución        | Bla Bla Bla                         | Ganador   |
| 2015 | Cortogenia                 | Mejor director                | Bla Bla Bla                         | Ganador   |
| 2017 | Premios José María Forqué  | Mejor Cortometraje            | Bla Bla Bla                         | Nominado  |
| 2017 | Premios Goya               | Mejor Cortometraje de Ficción | Bla Bla Bla                         | Nominado  |
| 2019 | Premios Forqué             | Mejor Documental              | Camarón Flamenco y Revolución       | Nominado  |
| 2019 | Premios Goya               | Mejor Película Documental     | Camarón Flamenco y Revolución       | Nominado  |
| 2019 | Premios Platino            | Mejor Documental              | Camarón Flamenco y Revolución       | Nominado  |
| 2022 | Premios Goya               | Mejor película documental     | Héroes. Silencio y Rock & Roll      | Nominado  |
| 2025 | Premios Carmen             | Mejor Dirección               | ¿Es el enemigo? La película de Gila | Ganador   |
| 2025 | Premios Carmen             | Mejor Guion Adaptado          | ¿Es el enemigo? La película de Gila | Ganador   |